# Letov Š-1
De Letov Š-1 is een Tsjechoslowaaks dubbeldekker-dubbelzits-verkenningsvliegtuig en -bommenwerper gebouwd door Letov. De Š-1 is ontworpen door ingenieur Alois Šmolík en werd eerst ŠH-1 genoemd. De Š-1 vloog voor het eerst in april 1920. Zoals bij veel vliegtuigen uit die tijd is ook de Š-1 gebouwd uit hout dat met doek is overspannen. De Š-1 was het eerste vliegtuig dat in serieproductie bij Letov werd gebouwd. Er zijn 28 stuks gebouwd.

## Versies
- Š-1: verkenner en bommenwerper aangedreven door een Hiero L-motor, ook bekend als ŠH-1
- Š-2: verkenner en bommenwerper aangedreven door een Maybach MB.IVa-motor, ook wel bekend als ŠM-1
- ŠMA-1: passagiersvliegtuig gebaseerd op de Š-2

## Specificaties
- Bemanning: 2, een piloot en een observeerder
- Lengte: 8,31 m
- Spanwijdte: 13,21 m
- Hoogte: 3,20 m
- Vleugeloppervlak: 33,89 m2
- Leeggewicht: 861 kg
- Maximum-startgewicht: 1 375 kg
- Motor: 1× Breitfeld & Daněk Hiero L 6-cilinder, 169 kW (230 kW)
- Maximumsnelheid: 194 km/h
- Kruissnelheid: 168 km/h
- Vliegbereik: 715 km
- Plafond: 6 000 m
- Bewapening:
  - 1× een vooruit vurende 7,7 mm Vickers machinegeweer
  - 2× 7,7 mm Lewis machinegeweren in een flexibele houder
  - Tot maximaal 250 kg aan bommen

## Gebruikers
- Tsjechoslowakije